# Aurelio Bertola De' Giorgi
Aurelio di Giorgi Bertola (né le 4 août 1753 à Rimini et mort le 30 juin 1798 dans la même ville) est un poète italien de la seconde moitié du XVIIIe siècle.

## Biographie
Aurelio di Giorgi Bertola est l'un des premiers qui ait fait découvrir la littérature allemande au-delà des Alpes.

## Œuvres
- Fables (imitées de Gessner)
- Essai sur la poésie allemande (1779)
- Essai sur la littérature allemande (1784)
- Poesie di Aurelio Bertola riminese (1798)
- Les Nuits clémentines, poème en IV chants sur la mort de Clément (1778)